# 554239 Montseypedro
554239 Montseypedro è un asteroide della fascia principale. Scoperto nel 2006, presenta un'orbita caratterizzata da un semiasse maggiore pari a 3,163277 UA e da un'eccentricità di 0,175218, inclinata di 0,033270° rispetto all'eclittica.